# Parc national de Bardia
Le parc national de Bardia, qui s'étend sur environ 1 000 km2, représente ce qui reste des anciens territoires de chasse de la famille royale népalaise. La vie animale y était abondante mais la population humaine peu nombreuse en raison des épidémies de malaria dues aux moustiques.
Après l'ouverture du pays, en 1950, une campagne d'éradication de la malaria dans le Teraï permit l'établissement de colons ; mais la faune sauvage diminua tant qu'il fallut pour la protéger créer une réserve, d'abord de 350 km2 puis étendue en 1985 à près de 1 000 km2.